# Oskar Üpraus
Oskar Üpraus (Keila, 12 oktober 1898 – Tallinn, 5 augustus 1968) was een voetballer uit Estland die speelde als aanvaller gedurende zijn carrière. Hij kwam uit voor SK Tallinna Sport. Üpraus overleed op 69-jarige leeftijd.

## Interlandcarrière
Üpraus speelde 26 interlands (zeven doelpunten) voor de nationale ploeg van Estland in de periode 1920–1927. Hij nam met zijn vaderland deel aan de Olympische Spelen in Parijs, en speelde daar in de voorronde tegen de Verenigde Staten. Estland verloor dat duel met 1–0 door een treffer van Andy Straden, waardoor de ploeg onder leiding van de Hongaarse bondscoach Ferenc Kónya naar huis kon. Üpraus droeg de aanvoerdersband tijdens de Olympische Spelen. Hij maakte zijn debuut voor de nationale ploeg in Estlands eerste officiële interland uit de geschiedenis: op 17 oktober 1920 in en tegen Finland (6–0 nederlaag).

## Erelijst
SK Tallinna Sport
- Landskampioen

1921, 1922, 1924, 1925, 1927